# 重要美術品等ノ保存ニ関スル法律
重要美術品等ノ保存ニ関スル法律（じゅうようびじゅつひんとうのほぞんにかんするほうりつ、昭和8年4月1日法律第43号）は、日本の文化財保護に関する法律。
1933年（昭和8年）に制定され、1950年（昭和25年）8月29日、文化財保護法施行に伴い廃止されたが、同法附則第4条（同法制定当時・第116条）の規定により、廃止時現に認定されている重要美術品については、重要美術品等ノ保存ニ関スル法律は当分の間、なお効力を有するとされている。
条文は5条で、関係省庁は文部省。

## 概要
旧国宝保存法で、保護の対象となっていない日本の古美術品等の海外流出を防止するため制定された。
「歴史上又ハ美術上特ニ重要ナル価値アリト認メラルル物件」は、それを海外に輸出しようとする者は、文部大臣の許可を要すること。輸出の許可を要する物件を文部大臣が「重要美術品」と認定し、官報に告示することが規定された。現存者の製作であるもの、製作後50年を経過していないもの、輸入後1年を経過していないものは除かれた。
認定の物件の種類は、絵画、彫刻、建造物、文書、典籍、書跡、刀剣、工芸品、考古学資料とされた。
文化財保護法施行に伴い、重要美術品等ノ保存ニ関スル法律は廃止され、新たな認定は行われないが、同法廃止時に現に重要美術品の認定を受けているものについては、同法はなお効力を有し、文化財保護法附則の規定により、文化庁（当時、文化財保護委員会）が所管している。

## 認定物件に対して、なお効力を有している条文
- 文化財保護法附則第4条第1項の規定により、なお効力を有しており、同項の規定により読み替え、適用される内容

第一条　歴史上又ハ美術上特ニ重要ナル価値アリト認メラルル物件（文化財保護法ノ規定ニ依ル重要文化財ヲ除ク）ヲ輸出又ハ移出セントスル者ハ文化庁長官ノ許可ヲ受クベシ但シ現存者ノ製作ニ係ルモノ、製作後五十年ヲ経ザルモノ及輸入後一年ヲ経ザルモノハ此ノ限ニ在ラズ
第二条　前条ノ規定ニ依リ其ノ輸出又ハ移出ニ付許可ヲ要スル物件ハ文化庁長官之ヲ認定シ其ノ旨ヲ官報ヲ以テ告示シ且当該物件ノ所有者ニ通知スベシ
2　前項ノ規定ニ依リ認定ノ告示アリタルトキハ売買、交換又ハ贈与ノ目的ヲ以テ当該物件ノ寄託ヲ受ケタル占有者ハ其ノ認定アリタルコトヲ知リタルモノト推定ス
第三条　文化庁長官第一条ノ規定ニ依リ許可ノ申請アリタル場合ニ於テ許可ヲ為サザルトキハ許可申請ノ日ヨリ一年ヨリ長カラザル期間内ニ前条ノ規定ニ依ル認定ヲ取消スベシ
第四条　認定、其ノ取消及第二条ノ規定ニ依ル認定物件ノ所有者ニ付変更アリタル場合ノ届出ニ関スル事項ハ命令ヲ以テ之ヲ定ム
第五条　文化庁長官ノ許可ナクシテ第二条ノ規定ニ依ル認定物件ヲ輸出又ハ移出シタル者ハ三年以下ノ懲役若ハ禁錮又ハ千円以下ノ罰金ニ処ス
- 同法附則第4条第2項及び第3項の規定

2　文化審議会は、当分の間、文化庁長官の諮問に応じて重要美術品等の保存に関する法律第二条第一項の規定による認定の取消しに関する事項を調査審議し、及びこれに関し必要と認める事項を文化庁長官に建議する。
3　重要美術品等の保存に関する法律の施行に関しては、当分の間、第百八十八条の規定を準用する。 

## 省令
- 重要美術品等ノ保存ニ関スル法律施行規則（昭和8年4月1日文部省令第10号）